# Monarchie papouane-néo-guinéenne
La monarchie papouane-néo-guinéenne est le régime politique en vigueur en Papouasie-Nouvelle-Guinée, dont le chef d'État est un monarque désigné selon le principe héréditaire. L'actuel monarque est le roi Charles III, qui est également roi de quatorze autres royaumes appelés royaumes du Commonwealth. Comme le souverain ne demeure pas en Papouasie-Nouvelle-Guinée, il délègue ses fonctions à un gouverneur général (actuellement Sir Bob Dadae, depuis le 28 février 2017).
Bien que la personne du monarque soit partagée avec d'autres États souverains du Commonwealth, les monarchies de ces pays sont séparées et juridiquement distinctes. En conséquence, Charles III est officiellement appelé roi de Papouasie-Nouvelle-Guinée lorsqu'il se trouve dans le pays ou qu'il représente l'État indépendant de Papouasie-Nouvelle-Guinée à l'étranger. Le roi est le seul membre de la famille royale à jouir d'un rôle constitutionnel. Si certains pouvoirs appartiennent exclusivement au monarque, la plupart de ses fonctions sont exercées par le gouverneur général.

## Histoire

### Période coloniale
Le protectorat britannique du territoire de Papouasie, le long de la côte sud de la Nouvelle-Guinée, est proclamé en 1884. Après avoir été entièrement intégré à l'Empire britannique en 1888, le territoire est placé en 1902 sous l'autorité de l'Australie. Le nord de la Nouvelle-Guinée était un territoire de l'Empire allemand, jusqu'à ce que l'Australie s'en empare pendant la Première Guerre mondiale. Après la Seconde Guerre mondiale, le territoire de Papouasie et Nouvelle-Guinée est établi comme territoire sous tutelle des Nations unies, administré par l'Australie. L'indépendance vis-à-vis de l'Australie est accordée en 1975.

### Monarchie indépendante
La Papouasie-Nouvelle-Guinée obtient son indépendance le 16 septembre 1975 mais décide de conserver un monarque comme chef d'État. Les ministres de Papouasie-Nouvelle-Guinée notent l'affection que le peuple porte à Élisabeth II depuis sa dernière visite, en 1974. Ils souhaitent en outre un chef d'État politiquement neutre, capable d'assurer l'unité et la continuité, et conserver tous les titres de chevalier et les décorations traditionnelles,.
Le 15 août 1975, l'Assemblée de Papouasie-Nouvelle-Guinée adopte officiellement la Constitution, invite Élisabeth II à être chef de l'État et lui demande d'accepter la nomination de John Guise comme gouverneur général de Papouasie-Nouvelle-Guinée. Selon Martin Charteris, la reine a immédiatement accepté le rôle.
Ainsi, la reine Élisabeth II n'est pas devenue reine de Papouasie-Nouvelle-Guinée automatiquement lors de l'indépendance, contrairement aux autres royaumes du Commonwealth. Officiellement, ce sont les Papouasiens qui lui ont demandé de devenir leur chef d'État, : la Constitution de l'État indépendant de Papouasie-Nouvelle-Guinée stipule en effet que le peuple a demandé à la reine, par l'intermédiaire de son Assemblée constituante, de devenir chef de l'État de Papouasie-Nouvelle-Guinée, et qu'elle a « gracieusement consenti » à le devenir. Cela fait dire à l'historien Robert Hardman que la Papouasie-Nouvelle-Guinée est « la seule partie du monde où la reine est, de fait, un monarque élu ».

## Rôle constitutionnel
Contrairement à la plupart des autres royaumes du Commonwealth, la souveraineté est constitutionnellement dévolue aux citoyens de Papouasie-Nouvelle-Guinée et le préambule de la Constitution stipule que « tout pouvoir appartient au peuple — agissant par l'intermédiaire de ses représentants dûment élus ».

### Pouvoirs exécutif et législatif
Le rôle du souverain en tant que monarque de Papouasie-Nouvelle-Guinée est distinct de sa position de monarque de tout autre royaume, y compris le Royaume-Uni.
La Constitution de la Papouasie-Nouvelle-Guinée dispose, dans son article 86 (2), que le monarque agit exclusivement sur avis des ministres de la Couronne papou-néo-guinéens. Le monarque n'agit donc pas de sa propre initiative et n'a aucun pouvoir. Ses fonctions sont purement symboliques et honorifiques. À ce titre, Élisabeth II n'a joué (publiquement) aucun rôle lors de la crise constitutionnelle de 2011-2012. Le monarque est représenté par le gouverneur général de Papouasie-Nouvelle-Guinée, nommé par le Parlement national, qui exerce la plupart de ses pouvoirs constitutionnels. Il existe toutefois quelques fonctions qui doivent être remplies spécifiquement par le roi (par exemple, donner la sanction royale à la nomination du gouverneur général) ou qui requièrent à la fois l'accord du roi et celui du gouverneur général.
Tous les pouvoirs exécutifs de la Papouasie-Nouvelle-Guinée relèvent du souverain. Toutes les lois de Papouasie-Nouvelle-Guinée ne sont promulguées qu'avec la sanction royale, octroyée par le gouverneur général au nom du souverain. Le gouverneur général proroge et dissout le Parlement. L'ouverture d'une session du Parlement s'accompagne du discours du Trône, écrit par le Premier ministre et prononcé par le gouverneur général.

### Pouvoir judiciaire
Le monarque de Papouasie-Nouvelle-Guinée, sur avis du Conseil exécutif national, peut exercer la « prérogative royale de clémence » et gracier les infractions contre la Couronne, que ce soit avant, pendant ou après un procès. L'exercice de cette prérogative est décrit à l'article 151 de la Constitution.

## Rôle culturel
L'anniversaire officiel du roi est un jour férié en Papouasie-Nouvelle-Guinée ; il est célébré chaque année, généralement le deuxième lundi du mois de juin. Les célébrations se déroulent à Port Moresby et une grande partie de la journée est consacrée à des compétitions sportives, des feux d'artifice et d'autres événements.

### Distinctions honorifiques

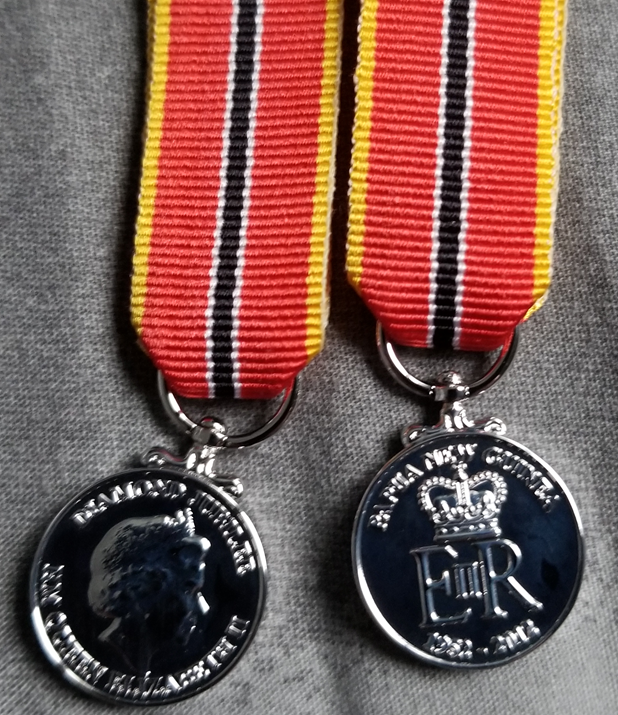
Version papouasienne de la médaille du jubilé de diamant d'Élisabeth II (2012).

Au sein des royaumes du Commonwealth, le monarque est considéré comme le fons honorum (source d'honneurs). Ainsi, le souverain, en tant que monarque de Papouasie-Nouvelle-Guinée, confère des récompenses et des honneurs en Papouasie-Nouvelle-Guinée en son nom. La plupart sont décernés sur l'avis du gouvernement de Sa Majesté,.

### La Couronne et le tok pisin
En tok pisin, Élisabeth II est appelée Missis Kwin et Mama belong big family. Le roi Charles III, est connu sous le nom de Nambawan Pikinini Bilong Misis Kwin (premier enfant né de Missis Kwin). Le prince Philip, duc d'Édimbourg, est appelé Oldfella Pili-Pili Him Bilong Misis Kwin. En août 1984, le prince de Galles visite l'île de Manus et est couronné 10e Lapan de Manus. Une cérémonie est organisée à cette occasion et tous les chefs locaux sont conviés. Le prince Charles ponctue son discours par quelques mots en tok pisin.
En 1996, le peuple de Papouasie-Nouvelle-Guinée offre à la reine Élisabeth II un portrait intitulé Missis Kwin. Peint par l'artiste Mathias Kauage, il représente la reine en Gerua, une importante coiffe cérémoniale traditionnellement portée par les chefs des Highlands de Papouasie-Nouvelle-Guinée. Un Gerua est généralement fait de bois sculpté et peint dans des couleurs vives pour ressembler aux plumes d'oiseaux de paradis et d'autres espèces. Selon l'artiste, le portrait représente la reine en tant que chef du Commonwealth,.

### Visites royales
Le prince Philip, duc d'Édimbourg, se rend en Papouasie-Nouvelle-Guinée au cours d'une longue tournée du Commonwealth qui dure d'octobre 1956 à février 1957. La reine visite la Papouasie-Nouvelle-Guinée pour la première fois en février 1974, puis à nouveau en 1977 lors de sa tournée du jubilé d'argent, durant laquelle elle visite la capitale Port Moresby, Popondetta et Alotau. La reine et le duc effectuent une nouvelle visite en octobre 1982.
Le prince Charles, prince de Galles, y effectue une tournée en 1966, alors qu'il est étudiant en Australie. Il représente la reine de Papouasie-Nouvelle-Guinée lors des célébrations de l'indépendance en 1975. Charles se rend à nouveau dans le pays en 1984 pour inaugurer le nouveau bâtiment du Parlement, et en 2012, lors d'une tournée à l'occasion du jubilé de diamant de sa mère,. Le prince Andrew, duc d'York, s'y rend pour l'ouverture des Jeux du Pacifique de 2015,.

## Titre du roi
Charles III possède officiellement un titre différent dans chacun de ses royaumes. Le titre du roi en Papouasie-Nouvelle-Guinée est le suivant :
« Charles the Third, King of Papua New Guinea and of His other Realms and Territories, Head of the Commonwealth. »
« Charles Trois, roi de Papouasie-Nouvelle-Guinée et de ses autres royaumes et territoires, chef du Commonwealth. »

## Succession au trône
L'Acte d'Établissement (1701) fait partie de la législation papou-néo-guinéenne. L'héritier de la Couronne britannique héritera donc également de la Couronne de l'État indépendant de Papouasie-Nouvelle-Guinée. L'héritier actuel est le prince William, qui devrait devenir roi de Papouasie-Nouvelle-Guinée à la mort de son père.

## Liste des monarques papou-néo-guinéens
| No | Portrait     | Nom                                             | Début de règne    | Fin de règne     |
| -- | ------------ | ----------------------------------------------- | ----------------- | ---------------- |
| 1  | Élisabeth II | Élisabeth II (21 avril 1926 – 8 septembre 2022) | 16 septembre 1975 | 8 septembre 2022 |
| 2  | Charles III  | Charles III (né le 14 novembre 1948)            | 8 septembre 2022  | En cours         |

## Opinion publique
En Papouasie-Nouvelle-Guinée, la famille royale est extrêmement populaire, et il y a très peu de sentiment républicain. Le gouverneur général Sir Bob Dadae déclare en 2022 que les Papouasiens sont « gracieusement honorés et fiers » d'avoir un monarque comme chef d'État. La même année, le ministre Justin Tkatchenko affirme que le pays ne fera pas de transition vers une république, que la Papouasie-Nouvelle-Guinée accepte sa monarchie et « la rend plus grande et meilleure qu'elle ne l'était auparavant ».
Lors de sa visite dans le pays à l'occasion du jubilé de platine de la reine Élisabeth II, la princesse Anne, princesse royale, remercie les Papouasiens pour « la loyauté et le respect pour Sa Majesté dont [ils ont] fait preuve tout au long de son règne ».